# Phalera flavescens
Phalera flavescens är en fjärilsart som beskrevs av Bremer och William Grey 1852. Phalera flavescens ingår i släktet Phalera och familjen tandspinnare. Inga underarter finns listade i Catalogue of Life.

## Bildgalleri

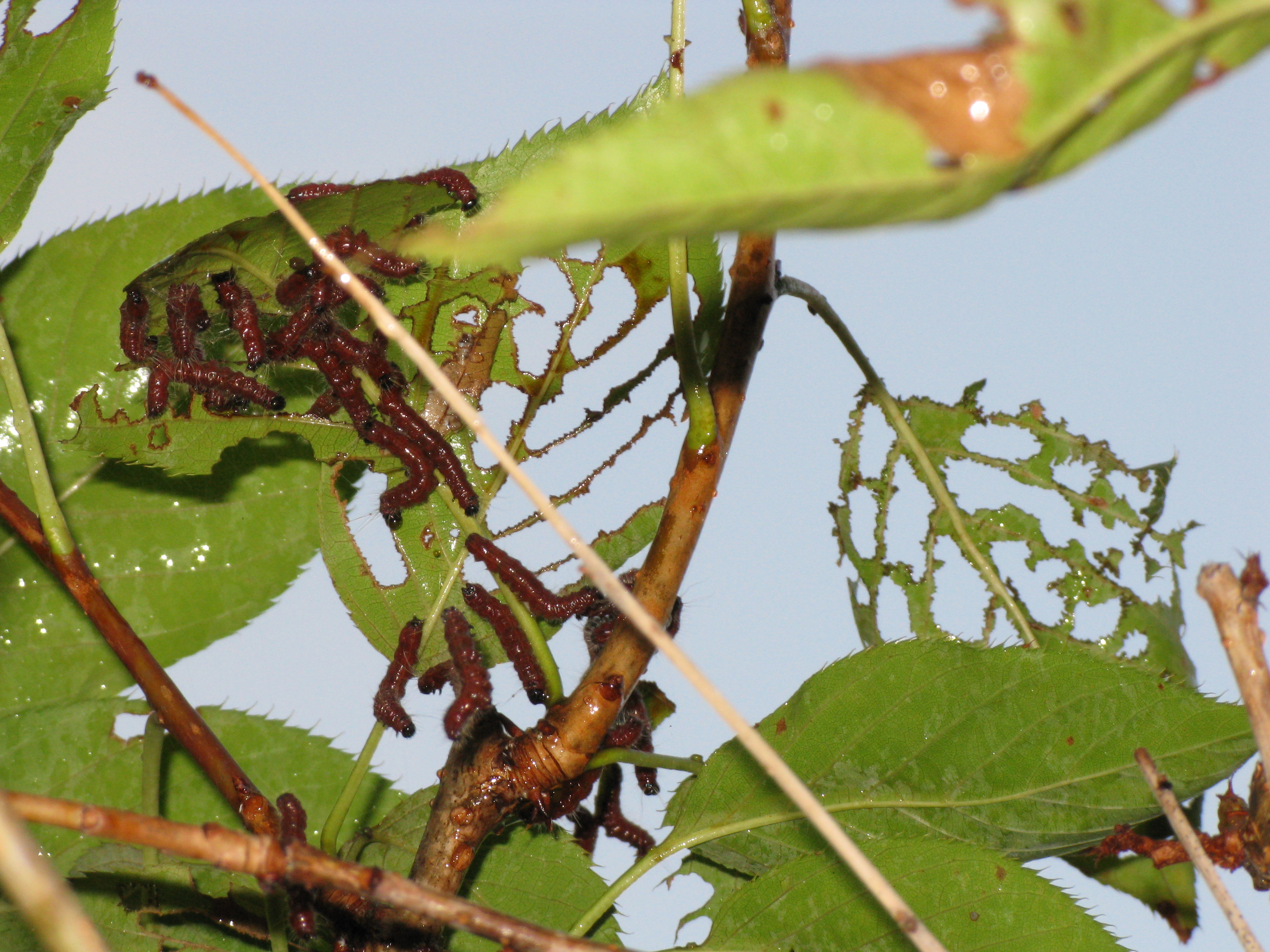